# Vouillé-les-Marais
Vouillé-les-Marais is een gemeente in het Franse departement Vendée (regio Pays de la Loire) en telt 529 inwoners (1999). De plaats maakt deel uit van het arrondissement Fontenay-le-Comte.

## Geografie
De oppervlakte van Vouillé-les-Marais bedraagt 9,1 km², de bevolkingsdichtheid is 58,1 inwoners per km².

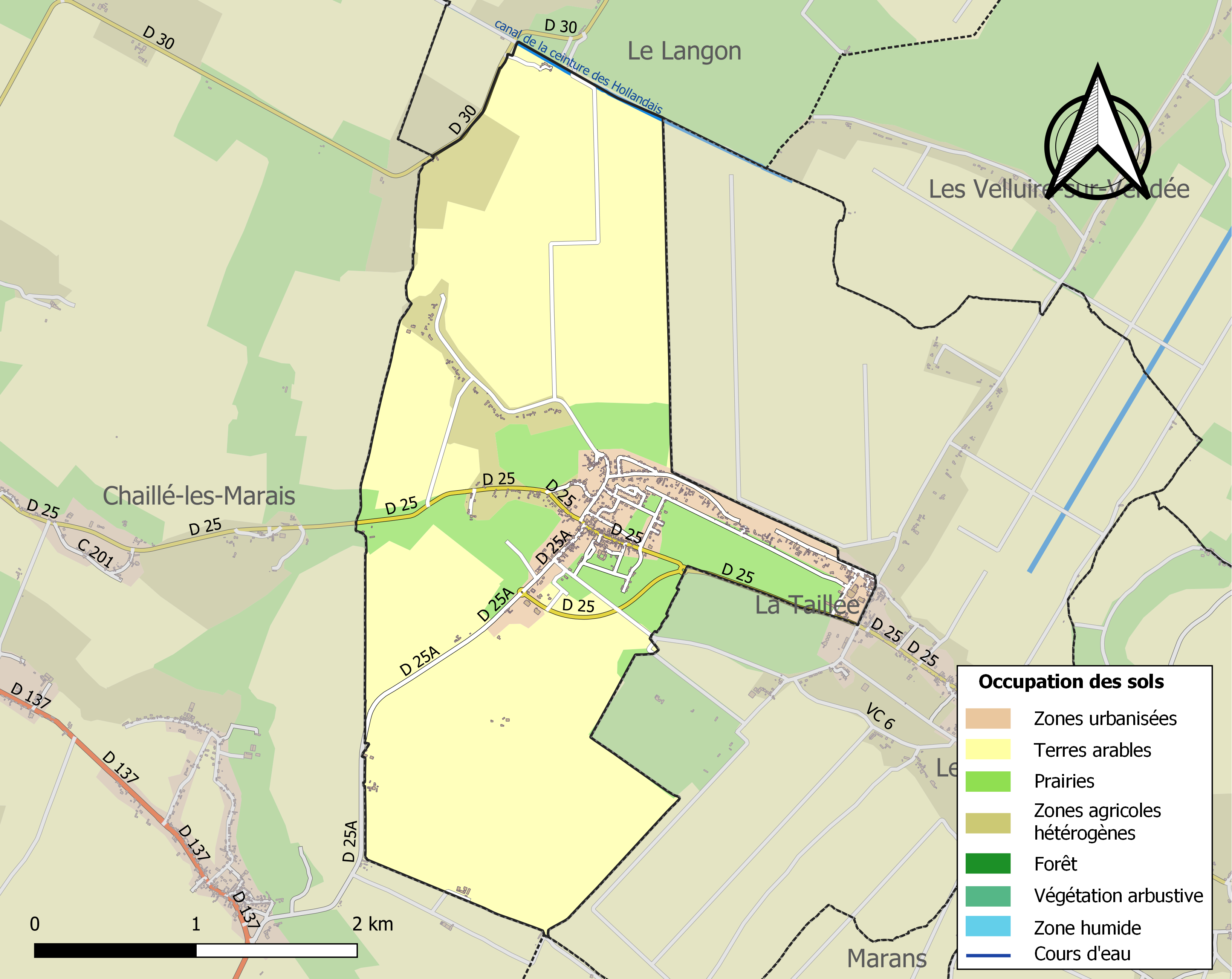
Kaart van de gemeente met de belangrijkste infrastructuur, bodemgebruik en omliggende gemeenten

## Demografie
Onderstaande figuur toont het verloop van het inwonertal (bron: INSEE-tellingen).

1. ↑  Populations de référence 2022.